# DTrace
DTrace est un logiciel générateur de traces conçu par Sun Microsystems en vue de la détection de problèmes en temps réel au niveau noyau ou au niveau applicatif. Il est disponible depuis novembre 2003, et a été intégré en tant que partie de Solaris 10 en janvier 2005. DTrace est le premier composant du projet OpenSolaris dont le code a été délivré sous la licence Common Development and Distribution License (CDDL).

## Description
DTrace est un système de trace  conçu pour donner des informations qui permettent aux utilisateurs d'ajuster des applications et le système d'exploitation lui-même.
Il est conçu pour être utilisé dans des environnements de production. Ainsi, l'effet de sonde est minimal quand l'action de trace est en cours, et il n'y a pas d'impact de performance pour les sondes non actives. C'est important car un système comprend des dizaines de milliers de sondes dont beaucoup peuvent être actives.
On écrit les programmes de trace (souvent appelés script) en utilisant un langage appelé D (à ne pas confondre avec le dérivé de C++, également appelé D). D est un sous-ensemble du langage C avec l'addition de fonctions et variables prédéfinies spécifiques à l'opération de trace. Un programme écrit en D ressemble par sa structure à un programme écrit en awk.